# Kościół św. Elżbiety w Norymberdze
Kościół św. Elżbiety – klasycystyczny kościół rzymskokatolicki, znajdujący się w Norymberdze.

## Źródła
- Link do parafii